# Franz Ackermann (Jurist)
Franz Xaver Josef Ackermann (* 11. Juli 1778 in Freiburg im Breisgau; † 12. März 1837 Rio de Janeiro) war ein seit 1807 im badischen Staatsdienst stehender Jurist und wurde zum 1. Mai 1832 in den Ruhestand versetzt. Er war außerdem Abgeordneter der Badischen Ständeversammlung und ab dem 1. August 1833 war er Konsul in Rio de Janeiro.

## Leben
Ackermann studierte nach der Reifeprüfung 1794 in Freiburg an der Universität Freiburg Rechtswissenschaften und Geisteswissenschaften (unter anderem Geschichte). Am 21. September 1797 wurde er zum Dr. phil. promoviert. Nachdem 1798 seine Bewerbungen um eine Professur für Weltgeschichte gescheitert waren, arbeitete er unter anderem als Repetitor, bis er 1802 Mitglied der Kommission für den Dreisamflussbau wurde. Danach war er Lehrer bei einer Privatschule.
Weitere Stationen seines beruflichen Werdegangs:
- 1803 Praktikant und Sekretär bei der k.k. vorderösterreichischen Regierung und danach modenesischer Regierungssekretär in Freiburg im Breisgau
- 17. September 1807 Amtmann beim Bezirksamt Schönau
- 23. April 1813 Amtmann beim Bezirksamt Oberkirch; ab 21. September 1814 Oberamtmann ebenda
- 27. Juni 1815 Oberamtmann beim Bezirksamt Gengenbach
- 26. Oktober 1815 Oberamtmann beim Bezirksamt Ettlingen
- 2. September 1817 Ernennung zum Regierungsrat
- 23. Januar 1822 Ministerialrat im badischen Ministerium des Innern
- 12. März 1824 Direktor der Staatsanstalten-Kommission
- 27. Mai 1827 Geheimer Referendar im Ministerium des Innern und im gleichen Jahr Wirklicher Geheimer Rat
- 1. Mai 1829 bis 1. Mai 1831 wissenschaftliche Reise nach Brasilien
- 1. Mai 1832 in den Ruhestand versetzt
- ab dem 1. August 1833 Konsul in Rio de Janeiro

## Politische Betätigung
- 1825 Abgeordneter des Wahlkreises 7 (Ämter Säckingen, Kleinlaufenburg und Schönau im Schwarzwald) des 3. Landtags der badischen Ständeversammlung; Sekretär der zweiten Kammer des Landtags
- 1828 Abgeordneter des gleichen Wahlkreises für den 4. Landtag

## Werke
- Das Kaiserreich Brasilien. Beobachtungen und praktische Bemerkungen für deutsche Auswanderer nebst der Ansicht einer Facende und einer Karte von den Stromgebieten des Rio-Doce, Heidelberg 1834